# 大连地铁7号线
大连地铁7号线是核心区南部东西向骨干线，连接西南部高新园区和青泥洼桥-中山广场传统核心区，西起百合山庄，东至港湾广场，全长16.5km，共设车站17座。线路沿线经过百合山庄、大连理工大学、软件园、南沙、和平广场商业中心、会展中心、胜利路沿线、劳动公园、南山住宅区、三八广场、大连港、邮轮中心等。7号线尚未开工建设。